# Renato Paiva
Renato Manuel Alves Paiva, noto semplicemente come Renato Paiva (Sertã, 22 marzo 1970), è un allenatore di calcio portoghese, tecnico del Fortaleza.

## Carriera
Ha lavorato per quindici anni nel settore giovanile del Benfica, prima di sostituire nel gennaio del 2019 Bruno Lage alla guida della seconda squadra del club lusitano. Il 25 dicembre 2020 lascia i biancorossi per diventare il nuovo allenatore dell'Independiente del Valle, con cui firma un biennale. Il 12 dicembre 2021, dopo aver pareggiato per 1-1 la finale di ritorno contro l'Emelec, vince il primo campionato della storia del club di Sangolquí.
Il 30 maggio 2022 diventa il nuovo tecnico del León, club della prima divisione messicana, a cui si lega fino al 2024.

## Statistiche

### Statistiche da allenatore

#### Club
Statistiche aggiornate al 16 maggio 2025. In grassetto le competizione vinte.
| Stagione              | Squadra                 | Campionato            | Campionato | Campionato | Campionato | Campionato | Coppe nazionali | Coppe nazionali | Coppe nazionali | Coppe nazionali | Coppe nazionali | Coppe continentali | Coppe continentali | Coppe continentali | Coppe continentali | Coppe continentali | Altre coppe | Altre coppe | Altre coppe | Altre coppe | Altre coppe | Totale | Totale | Totale | Totale | % Vittorie | Piazzamento |
| Stagione              | Squadra                 | Comp                  | G          | V          | N          | P          | Comp            | G               | V               | N               | P               | Comp               | G                  | V                  | N                  | P                  | Comp        | G           | V           | N           | P           | G      | V      | N      | P      | %          | Piazzamento |
| --------------------- | ----------------------- | --------------------- | ---------- | ---------- | ---------- | ---------- | --------------- | --------------- | --------------- | --------------- | --------------- | ------------------ | ------------------ | ------------------ | ------------------ | ------------------ | ----------- | ----------- | ----------- | ----------- | ----------- | ------ | ------ | ------ | ------ | ---------- | ----------- |
| 2021                  | Independiente del Valle | A                     | 30+2       | 18+1       | 7+1        | 5          | -               | -               | -               | -               | -               | CS                 | 12                 | 4                  | 3                  | 5                  | SE          | 1           | 0           | 0           | 1           | 45     | 23     | 11     | 11     | 51,11      | 1°          |
| feb.-mag. 2022        | Independiente del Valle | A                     | 15         | 8          | 3          | 4          | CE              | 0               | 0               | 0               | 0               | -                  | -                  | -                  | -                  | -                  | -           | -           | -           | -           | -           | 15     | 8      | 3      | 4      | 53,33      | Eson        |
| Totale Ind. del Valle | Totale Ind. del Valle   | Totale Ind. del Valle | 45+2       | 26+1       | 10+1       | 9          |                 | 0               | 0               | 0               | 0               |                    | 12                 | 4                  | 3                  | 5                  |             | 1           | 0           | 0           | 1           | 60     | 31     | 14     | 15     | 51,67      |             |
| lug.-ott. 2022        | León                    | PD                    | 17+1       | 6          | 4          | 7+1        | -               | -               | -               | -               | -               | -                  | -                  | -                  | -                  | -                  | -           | -           | -           | -           | -           | 18     | 6      | 4      | 8      | 33,33      | 10°         |
| gen.-set. 2023        | Bahia                   | PD/BA+A               | 13+22      | 9+5        | 1+7        | 3+10       | CB              | 8               | 4               | 4               | 0               | -                  | -                  | -                  | -                  | -                  | CdN         | 8           | 2           | 3           | 3           | 51     | 20     | 15     | 16     | 39,22      | Eson        |
| gen.-mag. 2024        | Toluca                  | PD                    | 17+2       | 9          | 5+1        | 3+1        | -               | -               | -               | -               | -               | CCL                | 2                  | 1                  | 0                  | 1                  | -           | -           | -           | -           | -           | 21     | 10     | 6      | 5      | 47,62      | 3°          |
| lug.-dic. 2024        | Toluca                  | PD                    | 17+2       | 10         | 5          | 2+2        | -               | -               | -               | -               | -               | -                  | -                  | -                  | -                  | -                  | LC          | 4           | 2           | 1           | 1           | 23     | 12     | 6      | 5      | 52,17      | 2°          |
| Totale Toluca         | Totale Toluca           | Totale Toluca         | 34+4       | 19         | 10+1       | 5+3        |                 | -               | -               | -               | -               |                    | 2                  | 1                  | 0                  | 1                  |             | 4           | 2           | 1           | 1           | 44     | 22     | 12     | 10     | 50,00      |             |
| mar.-giu. 2025        | Botafogo                | A                     | 11         | 5          | 3          | 3          | CB              | 2               | 1               | 0               | 1               | CL                 | 6                  | 4                  | 0                  | 2                  | CmC         | 4           | 2           | 0           | 2           | 23     | 12     | 3      | 8      | 52,17      | Sub., Eson. |
| Totale carriera       | Totale carriera         | Totale carriera       | 149        | 71         | 37         | 41         |                 | 10              | 5               | 4               | 1               |                    | 20                 | 9                  | 3                  | 8                  |             | 17          | 6           | 4           | 7           | 196    | 91     | 48     | 57     | 46,43      |             |

## Palmarès

### Club

#### Competizioni nazionali
- Campionato ecuadoriano: 1

Independiente del Valle: 2021

#### Competizioni statali
- Campionato Baiano: 1

Bahia: 2023